# (7341) 1991 VK
A (7341) 1991 VK egy földközeli kisbolygó. Eleanor F. Helin és Kenneth J. Lawrence fedezte fel 1991. november 1-jén.